# Norberto do Amaral
Norberto do Amaral, né le 17 février 1956 à Ainaro dans ce qu'on appelait à l’époque le Timor portugais, est un évêque Est-timorais, évêque de Maliana au Timor oriental depuis 2010.

## Biographie
Né à Ainaro au Timor portugais le D, il effectue ses études en vue du sacerdoce au Timor oriental et en Indonésie. Il est ordonné prêtre pour son diocèse de Dili.
De 2005 à 2007, il étudie la Dogmatique à l'université pontificale urbanienne à Rome au terme duquel il obtient une Licence
De retour au Timor oriental, il devient professeur de dogmatique au séminaire Saint-Pierre-et-Saint-Paul puis chancelier du diocèse de Dili

## Évêque
Le 30 janvier 2010, Benoît XVI érige le diocèse de Maliana par division de celui de Dili. Norberto do Amaral en est nommé évêque.
Il reçoit l'ordination épiscopale des mains de Leopoldo Girelli nonce apostolique pour le Timor oriental (en).